# Mugham
Mugham (àzeri: Muğam) és una de les nombroses composicions musicals populars de l'Azerbaidjan, contrastant amb tasnif i aixic.
Les tres grans escoles de l'actuació de mugham existien des de finals del segle xix i principis del XX a les regions de Karabagh, Xirvan i Bakú. La ciutat de Şuşa del Karabagh, va ser especialment coneguda per aquest art.
Una breu selecció de mugham de l'Azerbaidjan, tocat amb l'instrument àzeri de vent anomenat balaban, es va incloure entre els èxits culturals de la humanitat en el Disc d'or de les Voyager, que es va unir a la nau espacial Voyager per representar la música mundial.
El 2003, la UNESCO va proclamar el mugham de l'Azerbaidjan com una "obra mestra del patrimoni oral i immaterial de la humanitat". El 2008 es va afegir a les llistes del patrimoni cultural immaterial de la UNESCO.

## Intèrprets notables[calcitació]

### Individuals

#### Femenins
- Malakkhanim Ayyubova
- Shovkat Alakbarova
- Konul Khasiyeva
- Sara Gadimova
- Gandab Guliyeva
- Sakina Ismayilova
- Tukezban Ismayilova
- Farghana Qasimova
- Nazakat Mammadova
- Rubaba Muradova
- Basti Sevdiyeva
- Nazaket Teymurova

#### Masculins
|                                                       |  |  |
| Alim Qasimov · Jabbar Garyagdioglu · Seyid Shushinski |  |  |

- Aghakhan Abdullayev
- Abulfath Aliyev
- Ahmed Agdamski
- Shakili Alasgar
- Janali Akbarov
- Gulu Asgarov
- Arif Babayev
- Bulbuljan
- Jabbar Garyagdyoglu
- Talat Gasimov
- Zahid Guliyev
- Hajibaba Huseynov
- Mansum Ibrahimov
- Kechachi oghlu Muhammad
- Sabir Mirzayev
- Alibaba Mammadov
- Sakhavat Mammadov
- Yagub Mammadov
- Zabit Nabizadeh
- Alim Qasimov
- Islam Rzayev
- Gadir Rustamov
- Khan Shushinski
- Musa Shushinski
- Seyid Shushinski

### Músics
- Elnur Ahmadov
- Firuz Aliyev
- Habil Aliyev
- Firuz Aliyev
- Elchin Hashimov
- Kamil Jalilov
- Mansur Mansurov
- Mazahir Mammadov
- Bahram Mansurov
- Gurban Pirimov
- Sadigjan